# Ecbátana
Ecbátana (Haŋgmatana, em persa antigo; Agbatana, apud Ésquilo; Agámtanu, por Nabonido; Agamatanu, na Beistum) foi uma cidade antiga localizada no oeste do Irã. Acredita-se que Ecbátana seja a atual Hamadã, situada 400 km a sudoeste de Teerã, no Irã.
De acordo com Heródoto, Ecbátana foi fundada por Déjoces no início do século VII aC. A cidade era a capital do Império Medo, a qual foi conquistado pelo rei persa Ciro, o Grande, em 550 a.C., que então funda o Império Aquemênida. Sob os reis aquemênidas, a cidade tornou-se uma residência de verão para os reis persas. A riqueza e a importância da cidade no Império Aquemênida são atribuídas à sua localização em uma encruzilhada crucial que a tornou um ponto de passagem na principal estrada leste-oeste. Mais tarde, a cidade tornou-se uma das capitais do Império Parta.

## História
Ecbátana tornou-se uma residência de veraneio dos reis persas. Posteriormente, tornou-se a capital dos reis partas.
Ecbátana (Hamadã) cujo nome significa literalmente "local de reencontro" é também um importante sítio arqueológico do Império Aquemênida, e foi a capital do Império Medo, sendo possível encontrar uma grande variedade de artefatos, principalmente cerâmicas.
Não se deve confundir Ecbátana/Hamadã (Irã) com Ecbátana/Hamate (Síria), onde se supõe que Cambises II tenha morrido, segundo Heródoto.
Segundo Heródoto, Ecbátana foi fundada pelo primeiro rei dos medos, Déjoces, sendo uma cidade fortificada e imensa, cujos muros concêntricos fechavam-se uns sobre os outros, e construídos de maneira que cada plataforma não ultrapassasse a vizinha senão na altura das ameias. O local escolhido para sua construção, em forma de bacia e elevando-se numa colina, facilitou o sistema.
Havia ao todo sete plataformas, ficando situados na última o palácio e o tesouro real. A superfície da plataforma maior quase igualava a de Atenas. As ameias que circundavam a primeira era pintadas de branco; as da segunda, de preto; da terceira, da cor de púrpura; da quarta, de azul; da quinta, de cor alaranjada; e das últimas, de cores prateada e dourada.
É incerto se Ecbátana foi em algum momento cercada por muralhas. Políbio afirma que na sua época a cidade era sem muralhas e há motivos para suspeitar que sempre esteve assim.

## Palácio
Ecbátana tinha um magnífico palácio, que Diodoro atribuiu a lendária rainha Semíramis, mas que originalmente deve ter sido construído por Ciaxares e aprimorado pelos reis aquemênidas. De acordo com Políbio, a circunferência do palácio era de sete andares, ou seja, 1.420 metros. Este tamanho, provavelmente, é bem próximo da verdade. Escavações no Hamadã moderno mostraram alguns edifícios da era parta e alguns vestígios do período aquemênida, mas até agora, nenhum vestígio de qualquer edifício do reinado de Ciro foi descoberto. Políbio afirma que o palácio foi saqueado pelos conquistadores gregos:
Ecbátana sempre foi a residência real dos medos e diz-se que excedeu em muito todas as outras cidades em riqueza e na magnificência de seus edifícios. Encontra-se na orla do Monte Orontes e não tem muralha, mas possui uma cidadela  artificial cujas fortificações são de uma força maravilhosa. Abaixo está o palácio, a respeito do qual tenho dúvidas se devo entrar em detalhes ou manter silêncio. Pois para aqueles que estão dispostos a contar contos maravilhosos e têm o hábito de dar relatos exagerados e retóricos de certos assuntos, esta cidade oferece um tema admirável, mas para aqueles que abordam com cautela todas as afirmações que são contrárias às concepções comuns é uma fonte de dúvida e dificuldade. O palácio, no entanto, tem cerca de sete andares de circunferência e, pela magnificência das estruturas separadas nele, transmite uma grande ideia da riqueza de seus fundadores originais. Pois a carpintaria era toda de cedro e cipreste, mas nenhuma parte ficou exposta, e as vigas, os compartimentos do teto e as colunas nos pórticos e colunatas foram revestidos com prata ou ouro, e todas as telhas foram prata. A maioria dos metais preciosos foram removidos na invasão de Alexandre e seus macedônios, e o restante durante os reinados de Antígono e Seleuco, filho de Nicanor, mas ainda assim, quando Antíoco chegou ao local, o templo de Ene sozinho tinha as colunas ao redor ainda douradas e uma série de ladrilhos de prata foram empilhados nele, enquanto alguns tijolos de ouro e uma quantidade considerável de prata permaneceram. De todos os objetos que mencionei, foi coletado o suficiente para cunhar dinheiro com a efígie do rei no valor de quase quatro mil talentos.
Isso pode ou não ser verdadeiro
.As 
s escavações, até agora, não produziram nenhum resultado.